# Sächsische Schweiz (munți)

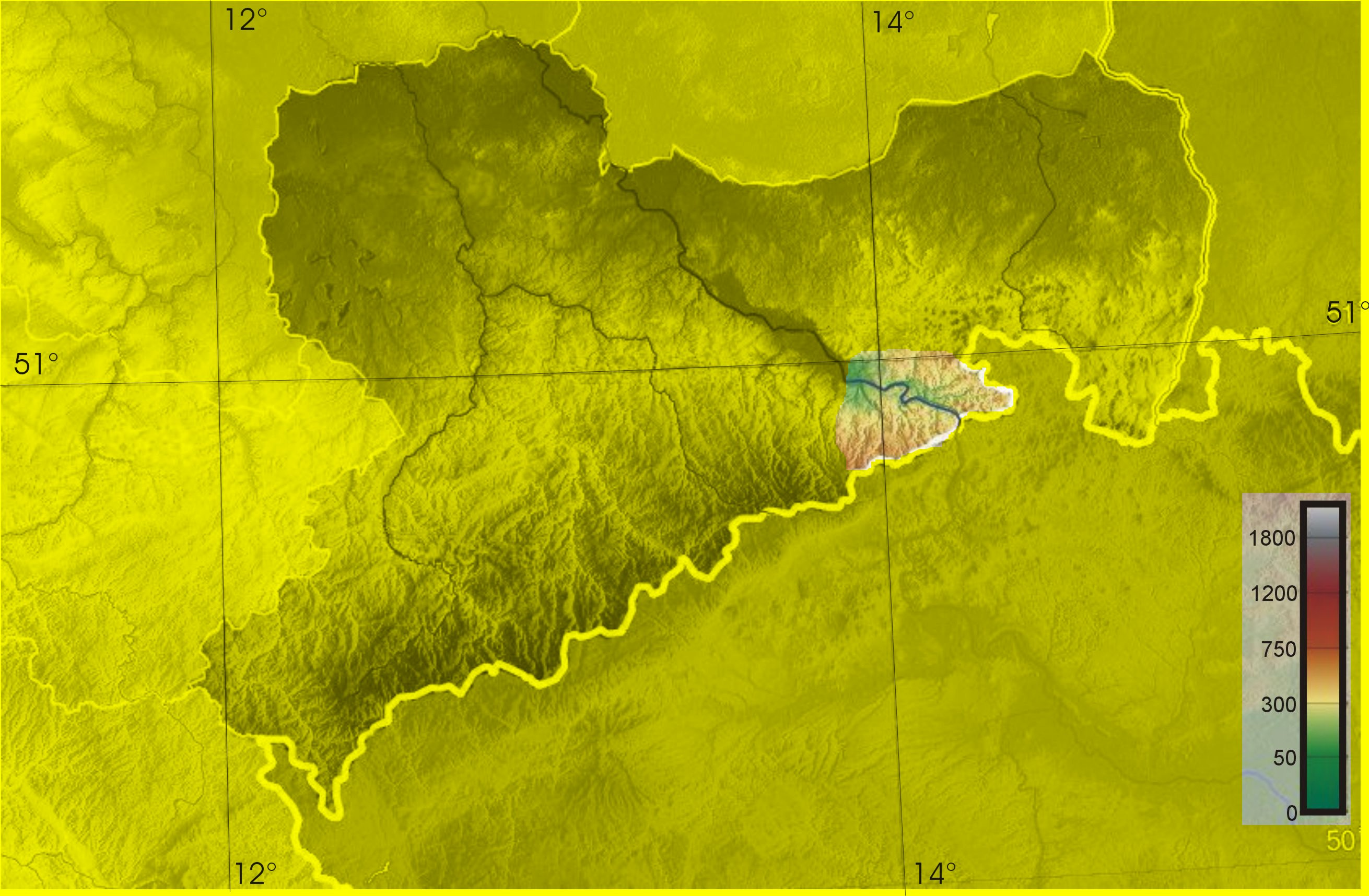
Harta fizică Sächsischen Schweiz

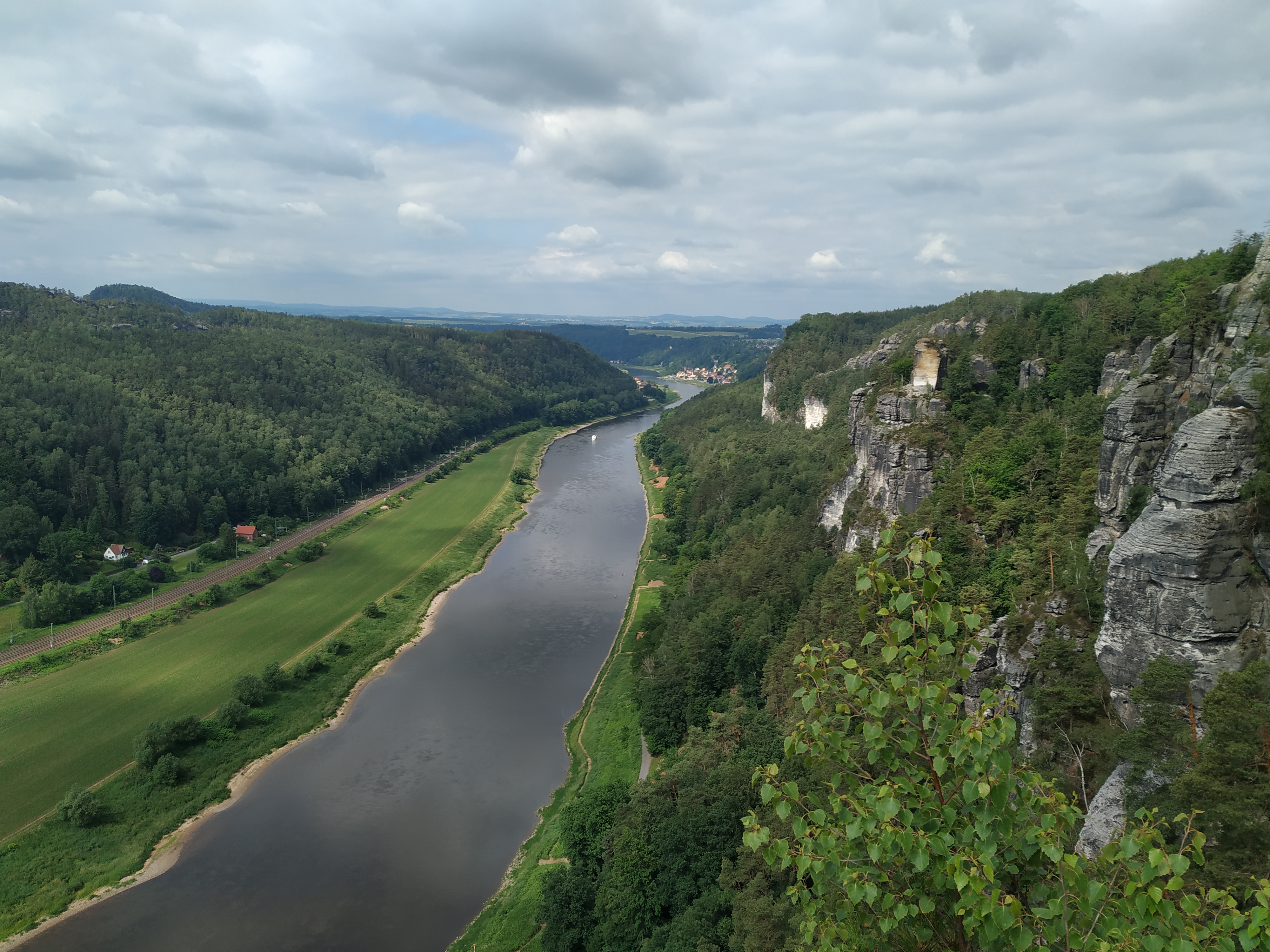
Vedere spre Elba lângă Rathen, Sächsischen Schweiz

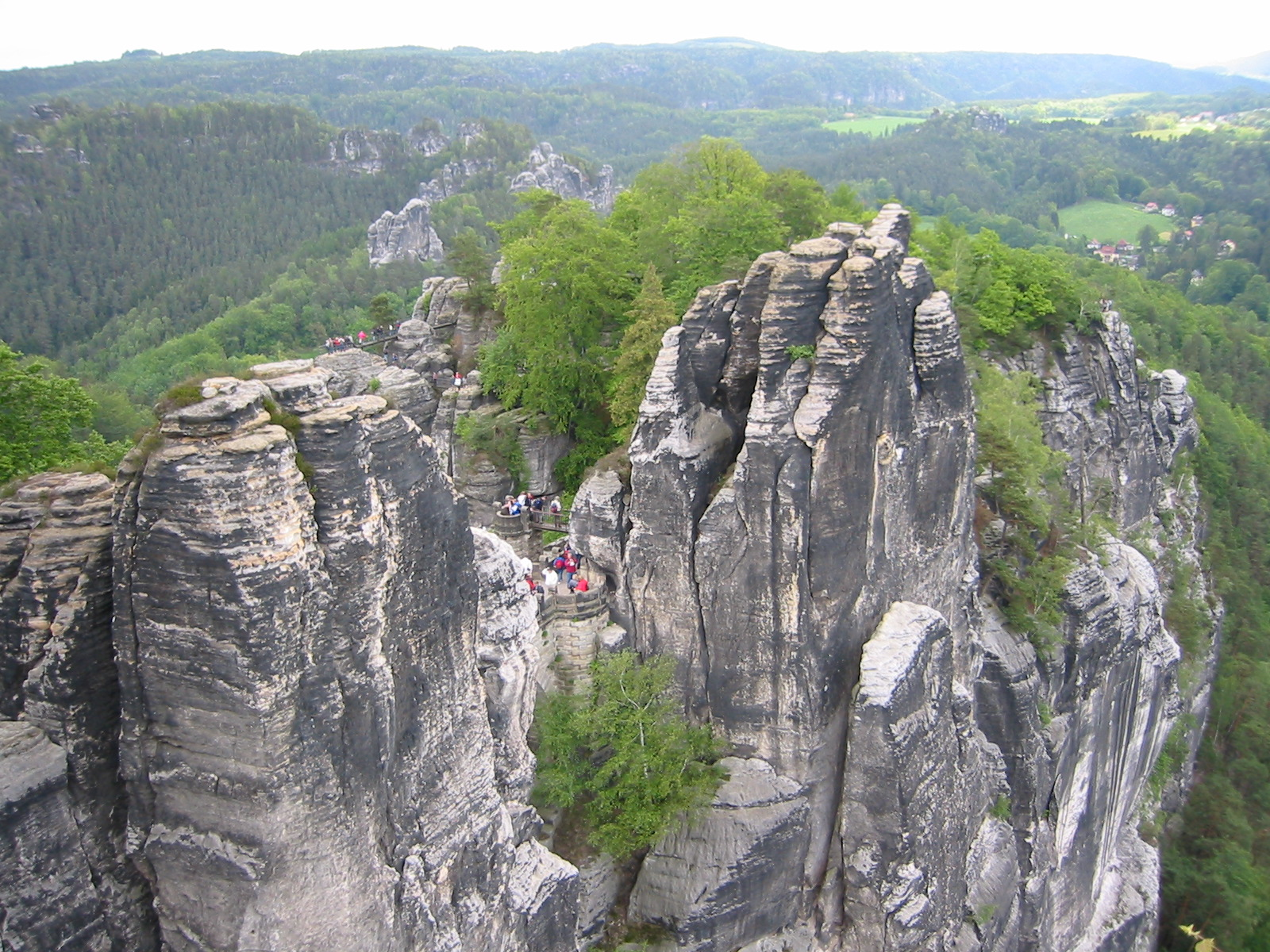
Bastionul

Sächsische Schweiz sunt traversați de Elba, fiind situați aval de orașul Dresda și fac parte din munții Elbsandsteingebirge (Munții Elbei). La est munții se continuă cu Lausitzer Bergland (regiunea de coline Lausitz), iar în vest cu munții Erzgebirge (Munții Metaliferi). Partea muntoasă care se continuă pe teritoriul Cehiei poartă denumirea de Böhmische Schweiz. Cea mai mare înălțime a regiunii o are Große Zschirnstein (Marele Zschirnstein) (562 m).

## Etimologia denumirii
Numele „Sächsische Schweiz” (Elveția saxonă) provine de la doi pictori elvețieni care au trăit în secolul al XVIII-lea, Adrian Zingg și Anton Graff, aceștia ar fi fost atrași de peisajul regiunii care se asemăna cu regiunea lor natală din Elveția. Anterior, regiunea a fost denumită „Meißner Hochland”. Datorită cărții lui Wilhelm Lebrecht Götzinger denumirea de „Sächsische Schweiz” a devenit populară.

## Galerie de imagini

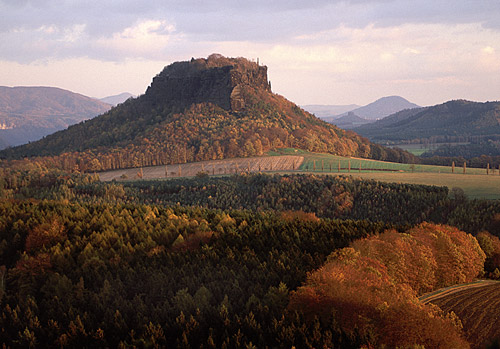
Lilienstein
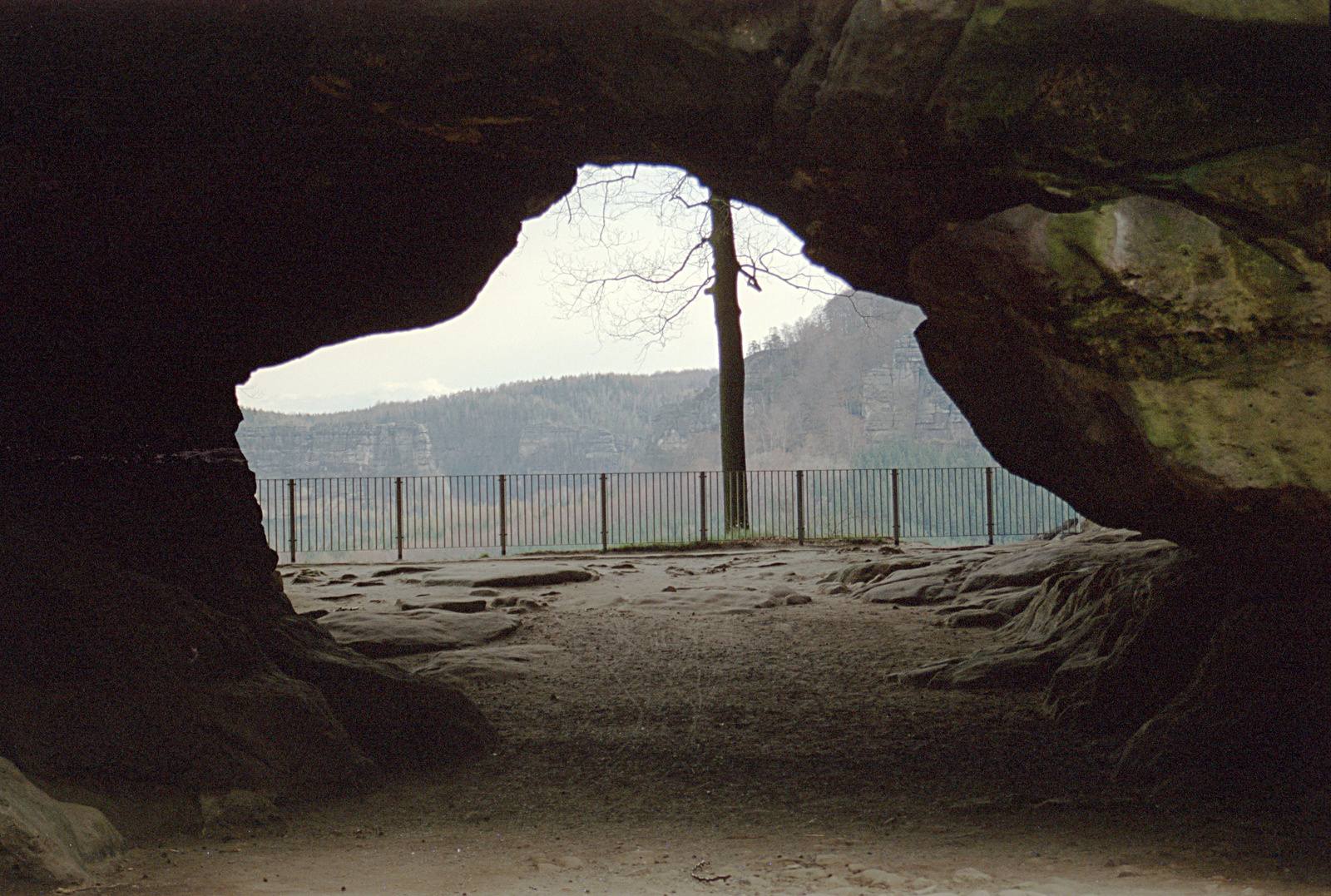
Kuhstall
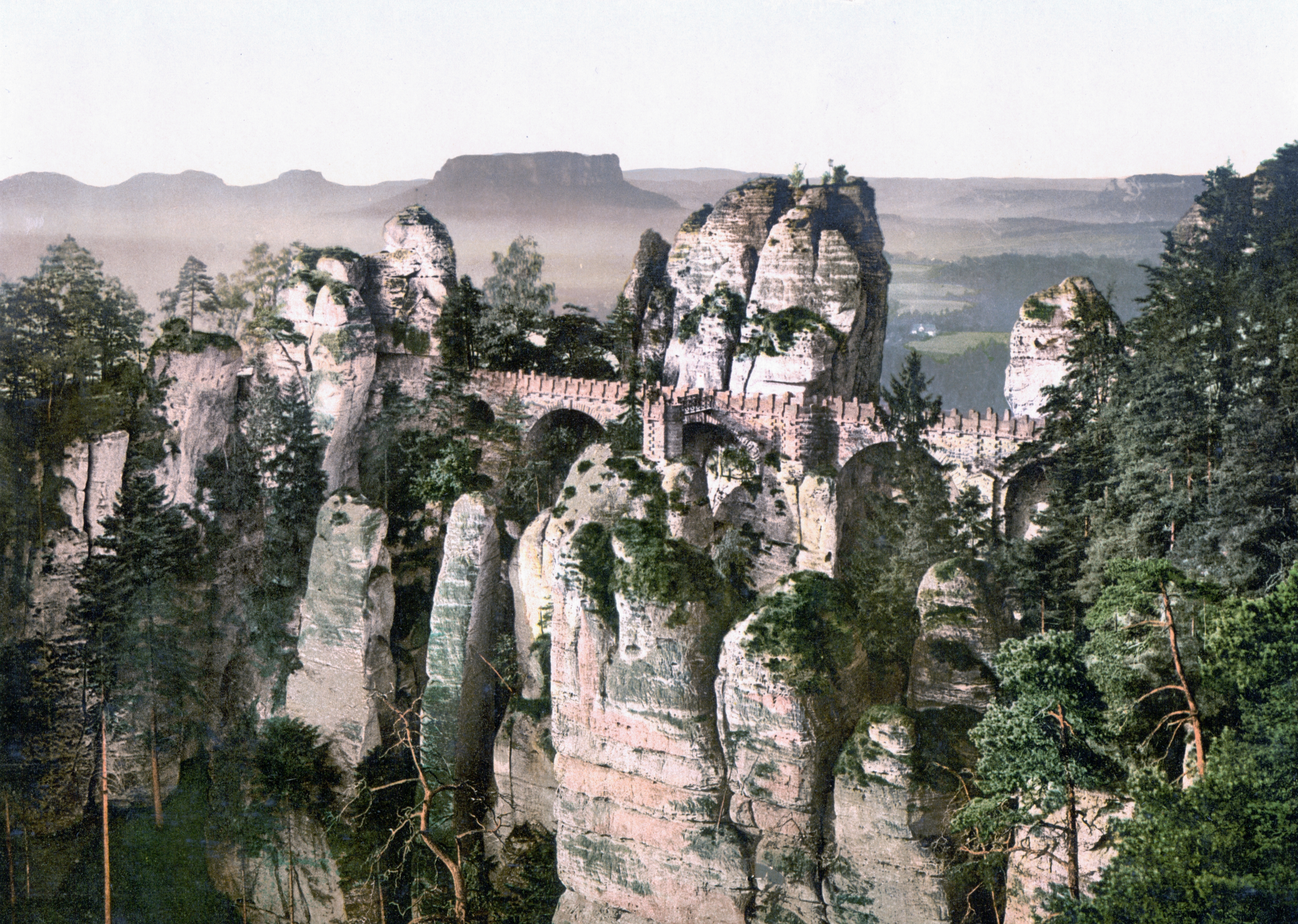
Bastei
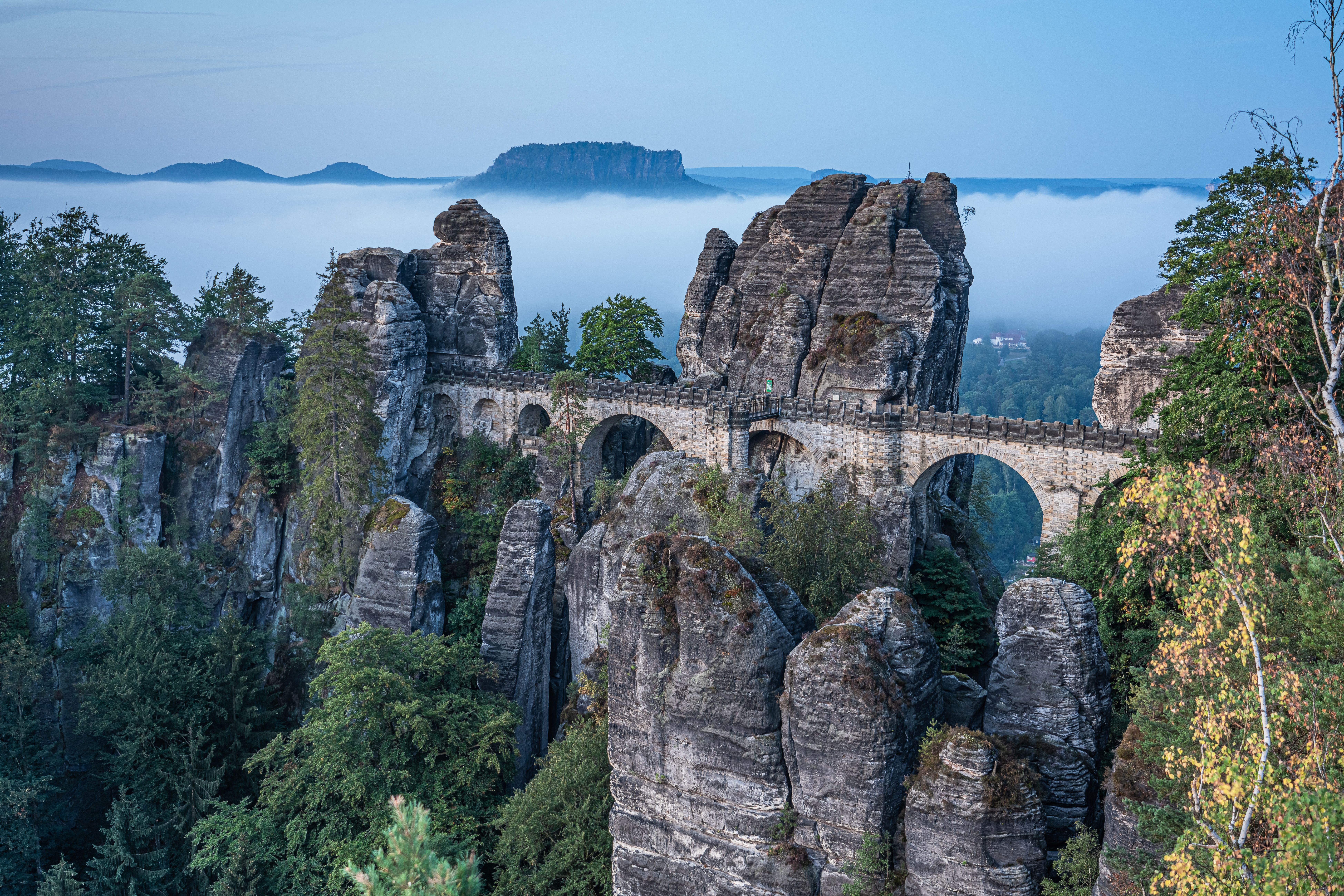